# 東池袋大勝軒
東池袋大勝軒（ひがしいけぶくろたいしょうけん）は、東京都豊島区東池袋にあるラーメン店。「つけ麺の生みの親」と呼ばれた山岸一雄が2007年まで店主を務めていた。

## 概要
やや濁った醤油味の力強く甘辛い濃厚なスープと、普通盛りでも260グラム太い自家製麺の麺が特徴。創業以来、ずっと都内の行列店であり続けた。
弟子として育て、東池袋大勝軒から暖簾分けした店は100店を超える。

## 沿革
- 1961年（昭和36年）中野大勝軒の暖簾分け店として、東池袋で開業
- 1990年（平成2年） 雑誌「dancyu」にレシピを公開
- 2007年（平成19年）3月20日 再開発計画により閉店
- 2008年（平成20年）1月5日　創業店から100m先に東池袋店が復活。2代目店主として飯野敏彦が就任。

## 参考図書
- 『湯気のむこうの伝説—ラーメン偉人伝』 垣東充生著、新宿書房、2000年 ISBN 978-4880082677 （211-233ページ『第9話・山岸一雄』より。）